# Co thắt phế quản
Co thắt phế quản là một sự co thắt đột ngột của các cơ trong các thành phế quản. Nó được gây ra bởi sự giải phóng các chất từ tế bào mast hoặc basophils dưới ảnh hưởng của anaphylatoxin. Nó gây khó thở có thể từ rất nhẹ đến nặng.
Phế quản xuất hiện như là đặc điểm của hen suyễn, viêm phế quản mãn tính và sốc phản vệ. Phế quản là một tác dụng phụ có thể có của một số loại thuốc: pilocarpin (được sử dụng để điều trị bệnh do nuốt phải thuốc gây chết người, cũng như những thứ khác), thuốc chẹn beta (được sử dụng để điều trị tăng huyết áp), kết quả nghịch lý của việc sử dụng thuốc LABA (để điều trị COPD) và các loại thuốc khác. Co thắt phế quản có thể là dấu hiệu của bệnh nhiễm ký sinh trùng giardia.
Co thắt phế quản là một trong một số điều kiện liên quan đến nhà ở nhiễm lạnh.
Một số điều có thể gây ra co thắt phế quản là: tiêu thụ thực phẩm, dùng thuốc, phản ứng dị ứng với côn trùng và mức độ hormone dao động, đặc biệt là ở phụ nữ.
Một vài trong số các chất gây dị ứng phổ biến là thực phẩm như trứng, sữa, đậu phộng, quả óc chó, cây và các loại hạt khác, cá, đặc biệt là động vật có vỏ, đậu nành và lúa mì; vết côn trùng cắn và vết chích, đặc biệt là ong đốt; và các loại thuốc khác, nhất là penicillin và các dẫn xuất của nó.
Sự hoạt động quá mức của cơ phế quản là kết quả của việc tiếp xúc với một kích thích mà trong những trường hợp bình thường sẽ gây ra ít hoặc không có phản ứng. Sự co thắt và viêm gây ra làm hẹp đường thở và tăng sản xuất chất nhầy; điều này làm giảm lượng oxy có sẵn cho người bệnh gây khó thở, ho và thiếu oxy.
Co thắt phế quản là một biến chứng tiềm tàng nghiêm trọng của việc đặt ống thở trong khi gây mê toàn thân. Khi đường thở co thắt hoặc co thắt để đáp ứng với kích thích kích thích của ống thở, rất khó để duy trì đường thở và bệnh nhân có thể bị apneic. Trong quá trình gây mê toàn thân, các dấu hiệu của co thắt phế quản bao gồm thở khò khè, áp lực hô hấp cao nhất, tăng PEEP nội tại, giảm thể tích thủy triều thở ra và chụp ống nhòm (mô hình tắc nghẽn).   Trong trường hợp nghiêm trọng, có thể hoàn toàn không có khả năng thông khí và mất ETCO2 cũng như thiếu oxy và khử bão hòa.